# Geir Lundestad

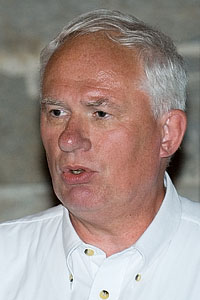
Geir Lundestad, 2005

Geir Lundestad (* 17. Januar 1945 in Sulitjelma; † 22. September 2023) war ein norwegischer Historiker. Von 1990 bis 2015 war er Direktor des norwegischen Nobel-Instituts in Oslo und Sekretär des norwegischen Friedensnobel-Komitees.

## Leben und akademische Laufbahn
Geir Lundestad kam 1945 in der nordnorwegischen Bergbausiedlung Sulitjelma zur Welt und wuchs in Bodø auf. Sein Geschichtsstudium an der Universität Oslo schloss er 1970 mit dem akademischen Grad cand. philol. ab. Ab 1974 unterrichtete Lundestad das Fach Geschichte als Lektor an der Universität Tromsø, an der er 1976 auch seinen Doktorgrad erwarb und von 1979 bis 1988 als Professor für Amerikawissenschaften lehrte. Von 1988 bis 1990 hatte er an dieser Universität auch einen Lehrstuhl für Geschichte inne.
Daneben wirkte er in den Jahren 1978/79 und 1983 auch bei Forschungsprojekten der Harvard-Universität sowie des Woodrow Wilson Centers (1988/1989) mit. Zeitweilig hatte Lundestad an der Universität Oslo eine Professur am Institut für Archäologie, Konservierung und historische Studien inne.

### Kontroversen um Nobelpreise
Lundestad galt zunächst als eine der treibenden Kräfte der umstrittenen Friedensnobelpreise an US-Präsident Barack Obama (2009) und an den chinesischen Dissidenten Liu Xiaobo (2010). Er hatte für die Nobelpreiskandidaten ein Vorschlagsrecht, jedoch kein Stimmrecht und nahm an allen Sitzungen des Komitees teil. Die chinesische Regierung  und andere Kritiker werfen diesen beiden Entscheidungen eine einseitige Parteinahme für die US-Geopolitik vor.
Im September 2015 erschien im Osloer Kagge-Verlag ein Buch, in dem Lundestad darlegt, was sich während seiner 25 Jahre als Sekretär des Nobelkomitees ereignete. Darin ist zu lesen, dass es der inzwischen nicht wiedergewählte Komitee-Chef und frühere norwegische Ministerpräsident Thorbjørn Jagland war, der sowohl US-Präsident Barack Obama als auch den Chinesen Liu Xiabo gegen manchen Widerstand als Preisträger durchsetzte. Über mehrere Mitglieder des Komitees äußert sich Lundestad abfällig. Beispielhaft bezeichnete er die Wahl Thorbjørn Jaglands zum Vorsitzenden des Friedensnobelpreis-Komitees als Fehler. Daraus entwickelte sich in Norwegen eine lebhafte Debatte, in der Politiker wie auch Medien Lundestad vorwarfen, mit zahlreichen Interna die Schweigepflicht gebrochen zu haben. Lundestad wies dies zurück. Am 21. September 2015 wurde bekannt, dass Lundestad sein Büro im Osloer Nobel-Institut räumen musste. Er verstarb am 22. September 2023.

## Bibliografie
Zu Geir Lundestads bedeutendsten Veröffentlichungen zählen seine Doktorarbeit The American Non-Policy Towards Eastern Europe 1943–1947, America, Scandinavia and the Cold War 1945–1949 (1980), Øst, vest, nord, sør: hovedlinjer i internasjonal politikk siden 1945 (vier Neubearbeitungen in den Jahren 1985 bis 2005), sowie “Empire” by integration: the United States and European integration 1945–1997 (1998). Das auf Norwegisch erschienene Buch über seine Arbeit im Nobelkomitee trägt den Titel Fredens sekretær. 25 år med Nobelprisen. Historien im Nobels fredspris, fortalt fra innsiden. Kagge forlag, Oslo 2015, ISBN 978-82-489-1707-6.

## Auszeichnungen
Der norwegische König Harald V. ernannte Geir Lundestad am 20. November 2008 zum Kommandeur des Sankt-Olav-Ordens.